# Nonahydrurorhénate de potassium
Le nonahydrurorhénate de potassium est un composé chimique de formule K2[ReH9]. Il se présente sous la forme d'une poudre blanche diamagnétique soluble dans l'eau et stabilisée par les bases. Il est légèrement soluble dans le méthanol. Il est instable dans l'air ayant une humidité normale et donne les anions perrhénate ReO4− et carbonate CO3−. Il cristallise dans le système hexagonal selon le groupe d'espace P62m (no 189) avec comme paramètres cristallins a = 960,7 pm et c = 550,8 pm,.
Le nonahydrurorhénate de potassium peut être obtenu à partir du nonahydrurothénate de sodium Na2ReH9 par réaction d'abord avec de l'hydroxyde de baryum Ba(OH)2 pour donner du nonahydrurorhénate de baryum BaReH9, lequel est ensuite traité avec du sulfate de potassium K2SO4 pour donner le produit final avec du sulfate de baryum BaSO4 :
Na2ReH9 + Ba(OH)2 ⟶ BaReH9 + 2 NaOH ;
BaReH9 + K2SO4 ⟶ K2ReH9 + BaSO4.
Le dianion nonahydrurorhénate [ReH9]2− est un exemple rare de complexe de coordinence égale à 9, avec une géométrie prismatique trigonale tricapée.

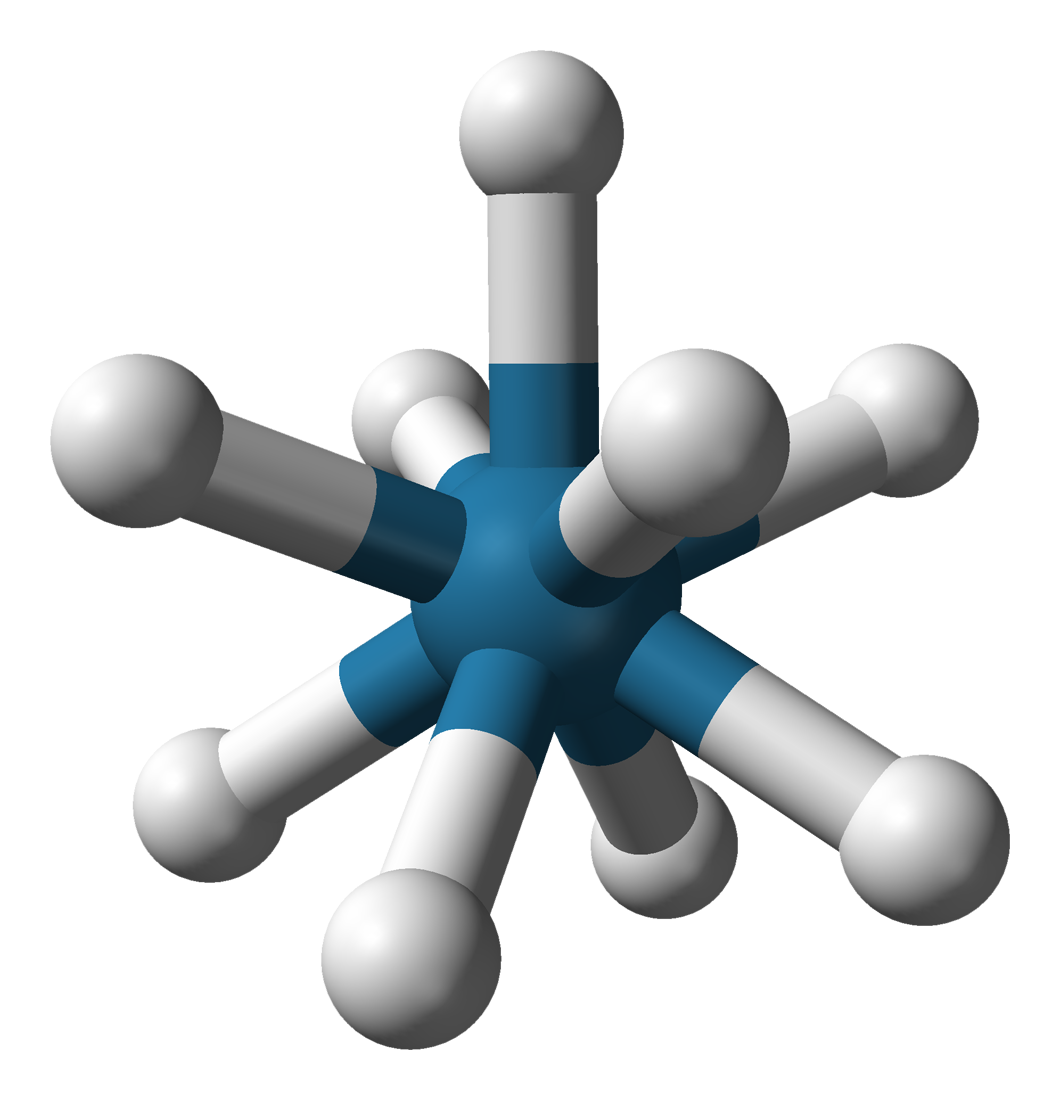
Géométrie moléculaire du dianion [ReH9]2−.